# Pagellus bogaraveo
Pour les articles homonymes, voir Dorade rose.
Espèce
Statut de conservation UICN

 NT  : Quasi menacé
La Dorade rose ou Pageot rose (Pagellus bogaraveo) est un poisson de la famille des Sparidae. Les dimensions de ses yeux lui ont valu le surnom de « beaux yeux ».

## Alimentation
Il se nourrit principalement de crustacés, de mollusques et de petits poissons.

## Habitat
Elle vit en Méditerranée occidentale et dans l'Atlantique oriental, des côtes de la Mauritanie à celles de la Norvège.

## Reproduction
Cette espèce est hermaphrodite, la plupart des individus naissent mâles et deviennent femelles lorsqu'ils atteignent 20 à 30 cm de long. Une partie de la population ne change jamais de sexe.

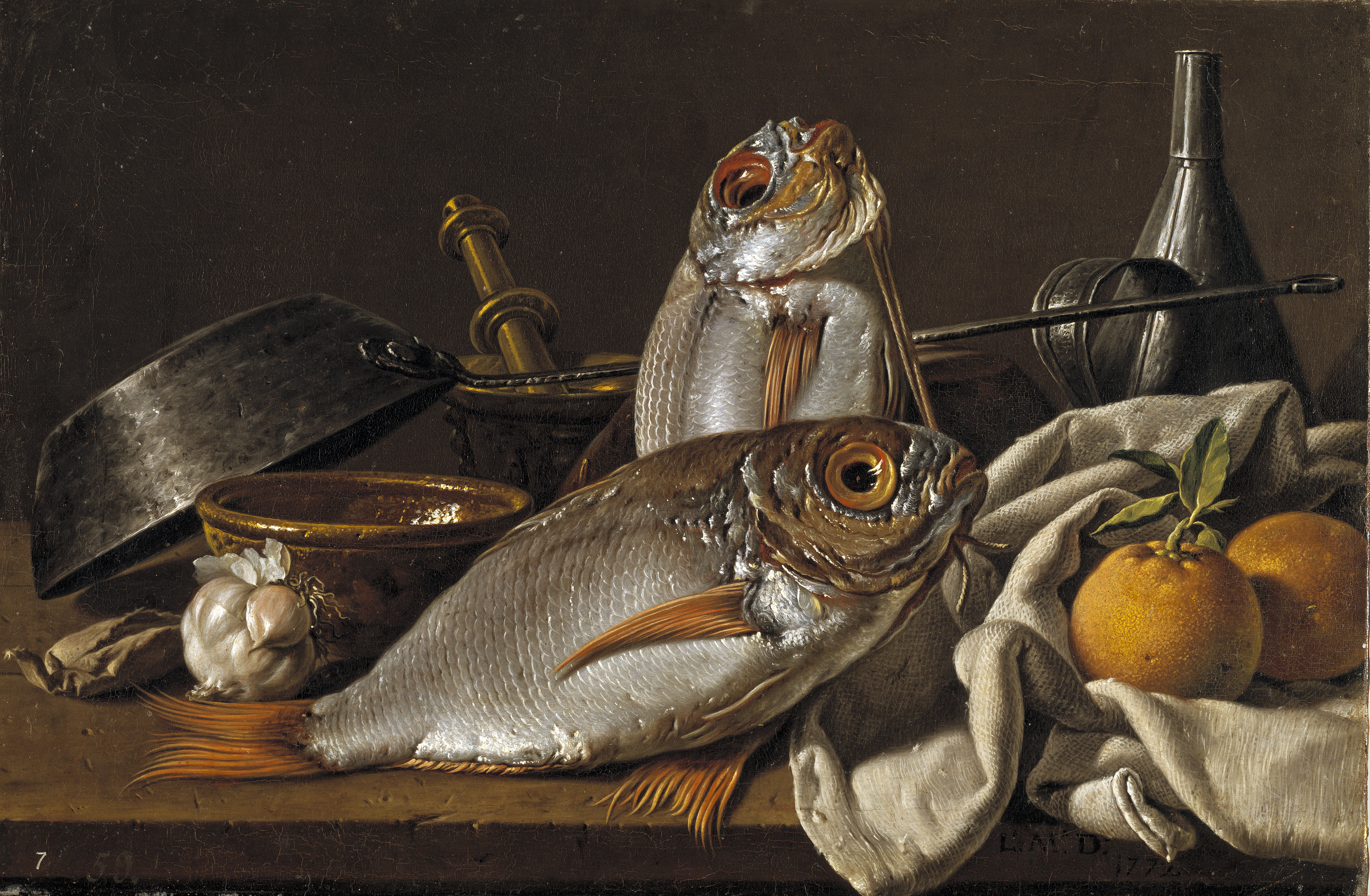
Luis Meléndez, Nature morte aux dorades et oranges, musée du Prado (1772)